# يوهان رودلف شنايدر
يوهان رودلف شنايدر (الألمانية السويسرية الموحدة: Johann Rudolf Schneider) هو طبيب وسياسي سويسري، ولد في 23 أكتوبر 1804 في سويسرا، وتوفي في 14 يناير 1880. حزبياً، نشط في الحزب الديمقراطي الحر (سويسرا). وقد انتخب عضو المجلس الوطني السويسري.